# 藤原邦恒
藤原 邦恒（ふじわら の くにつね、寛和2年（986年） - 治暦3年8月19日（1067年9月30日））は、平安時代中期の貴族。名は邦経とも記される。藤原北家良世流、安芸守・藤原邦昌の子。官位は正四位下・伊予守。

## 経歴
一条朝末から三条朝で兵衛尉・衛門尉を歴任する。また、寛弘5年（1008年）より生後間もない敦成親王の家侍・蔵人を務め、長和5年（1016年）に敦成親王の践祚（後一条天皇）に伴って六位蔵人に任ぜられた。
まもなく、従五位下に叙せられると、寛仁元年（1017年）ごろ阿波守、万寿4年（1027年）備中守と受領を歴任する。長元3年（1030年）には応天門・東西廊32間・東西楼を造営した功労を理由に備中守の任期の1年延長を申請し、認められている。
長久元年（1040年）讃岐国において、貢進物の未済や官物徴集に関連した百姓による愁訴を理由に、後朱雀天皇の判断により讃岐守・藤原憲房が解任される。後任の国守には、備前前司・源為善らが希望を挙げるが、関白・藤原頼通の意向で邦恒が任ぜられた。永承3年（1048年）讃岐守の任期を終えて功過定が行われて邦恒は不与解由状を提出するが、不与状に問題があったらしく、不与状は読まれないまま定文が書かれてしまい、参議・藤原資房から批判を受けている（『春記』）。
永承2年（1047年）～同3年（1048年）にかけて藤原隆佐や高階業敏とともに藤原頼通の家司として、興福寺の造営と供養に多大な奉仕を行い、従五位上に叙された。さらに、康平元年（1058年）に焼失した法性寺の再建・供養にも奉仕した。またこの間の天喜年間（1053年-1058年）には西院の自邸に仏堂（西院邦恒堂）を造営し、定朝の手による丈六阿弥陀仏を収めた。仏堂はその壮麗さが驚嘆され（『春記』）、仏像は「天下是を以て仏本様と為す」と賞賛された（『長秋記』）。
そのほかにも、尾張守・備後守・丹波守（または丹後守・伊予守）と後一条・後朱雀・後冷泉の三朝40年以上に亘って受領を務め、位階は正四位下に至った。
治暦3年（1067年）8月19日卒去。享年82。

## 人物
摂関家の家司として権力を背景に受領を歴任し、受領として蓄えた財力で摂関家への奉仕や造寺造仏も行う、典型的な家司受領と評価されている。

## 官歴
- 寛弘5年（1008年） 10月17日：敦成親王家侍、見左兵衛少尉[13]
- 長和2年（1013年） 8月10日：見右衛門少尉。伊勢斎王（当子内親王）行禊前駆（9月27日）[14]
- 長和5年（1016年） 正月29日：蔵人、止東宮（敦成親王）蔵人（後一条天皇受禅）、見左衛門尉[15]。2月6日：従五位下?（即位叙位）[16]
- 寛仁元年（1017年） 2月2日：見阿波守[17]
- 万寿4年（1027年） 2月20日：見備中守[15]
- 長元3年（1030年） 9月17日：延任備中守（1ヶ年）[15]
- 長久元年（1040年） 6月8日：讃岐守[18]
- 永承3年（1048年） 3月3日：従五位上、見興福寺南円堂・講堂行事[18]
- 康平元年（1058年） 2月5日：見四位[19]
- 康平2年（1059年）10月12日：法成寺無量寿院并五大堂供養壇供行事・同堂荘厳行事[19]
- 康平3年（1060年） 7月8日：伊予守[19]
- 康平4年（1061年）7月21日：東北院供養堂荘厳行事[19]
- 時期不詳：正四位下。尾張守。備後守。丹波守（または丹後守）[20]
- 治暦3年（1067年）8月19日：卒去[20]

## 系譜
『尊卑分脈』による。
- 父：藤原邦昌
- 母：源任の娘
- 妻：藤原高棟、または高快・高扶の娘
  - 男子：藤原経行
- 妻：藤原信理の娘
  - 男子：藤原義綱
  - 男子：藤原行房
- 生母不詳の子女
  - 男子：林禅
  - 男子：覚意
  - 男子：深縁
  - 女子：藤原季仲室